# 維納河

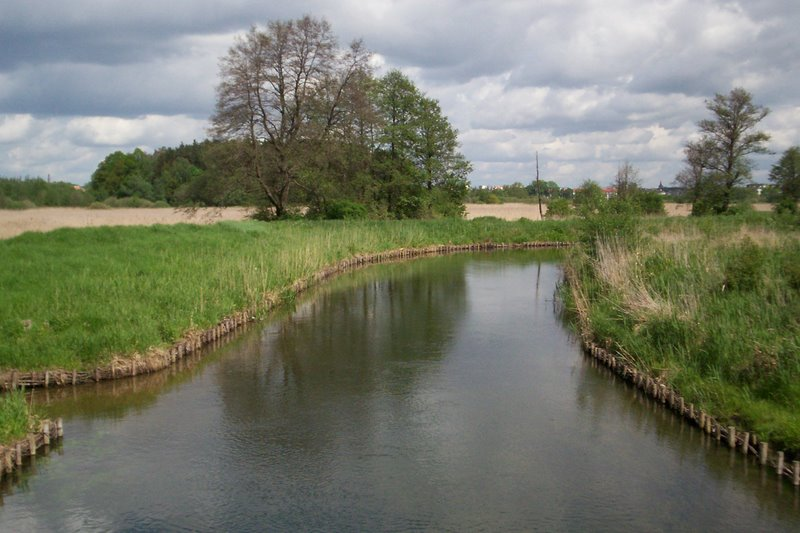

維納河（波蘭語：Łyna，波蘭語發音：[ˈwɨna]，德語發音：[ˈalə] ⓘ，羅馬化：Lava）是俄羅斯和波蘭的河流，屬於普列戈利亞河的左支流，由瓦爾米亞-馬祖里省和加里寧格勒州負責管轄，河道全長289公里，流域面積7,130平方公里，河水主要來自融雪、雨水和地下水。
54°37′15″N 21°13′36″E / 54.6208°N 21.2267°E